# لرد جیم
لرد جیم (به انگلیسی: Lord Jim) رمانی از جوزف کنراد است که در ابتدا به شکل سریالی در بلکوودز مگزین از اکتبر ۱۸۹۹ تا نوامبر ۱۹۰۰ به چاپ رسید.
در سال ۱۹۹۸ مادرن لایبرری لرد جیم را در رتبه هشتاد و پنجم فهرستش از صد رمان برتر انگلیسی‌زبان قرن بیستم قرار داد.